# Emanuel Goldberger
Emanuel Goldberger (* 10. Februar 1913 in New York City; † 7. Mai 1994 in Jupiter, Florida) war ein amerikanischer Kardiologe. Auf ihn gehen die (pseudo-)unipolaren Extremitäten-Ableitungen nach Goldberger zurück, die heute Bestandteil eines jeden 12-Kanal-Elektrokardiogramms (EKG) sind.

## Leben und Werk
Seine Ausbildung absolvierte Goldberger am City College und der Downstate Medical School in Brooklyn. Anschließend war er sowohl in privater Praxis, als auch an verschiedenen Krankenhäusern, darunter das Montefiore Medical Center und das Albert Einstein College of Medicine, tätig. Lehraufgaben ging Goldberger am New York Medical College (NYMC) nach.
In den 1940er und 1950er Jahren veröffentlichte Goldberger zahlreiche Beiträge zur Aufzeichnung und Interpretation von Elektrokardiogrammen (EKG). Er beschrieb 1942 die später nach ihm benannten (pseudo-)unipolaren Extremitäten-Ableitungen aVR, aVL und aVF. Darüber hinaus verfasste Goldberger zahlreiche Lehrbücher.
Emanuel Goldberger war verheiratet und Vater von zwei Söhnen. Sein Sohn Ary Goldberger ist ebenfalls Mediziner.

## Veröffentlichungen (Auswahl)
- Unipolar lead electrocardiography. Lea & Febiger, Philadelphia 1947.
- Helping your heart. Longmans, New York 1953.
- Heart disease, its diagnosis and treatment. Lea & Febiger, Philadelphia 1955.
- A primer of water, electrolyte, and acid-base syndromes. Lea & Febiger, Philadelphia 1959. (8. Auflage 1996, F.A. Davis, Hrsg. von Jeffrey M. Brensilver, ISBN 0-8036-0054-2).
- How physicians think. An analysis of medical diagnosis and treatment. Thomas, Springfield 1965.
- How to interpret electrocardiograms in terms of vectors. Thomas, Springfield 1968.
- Treatment of cardiac emergencies. Mosby, St. Louis 1974. (5. Auflage 1990, ISBN 0-8016-2931-4).
- mit Ary L. Goldberger: Clinical electrocardiography: a simplified approach. Mosby, St. Louis 1977. (5. Auflage 1994, ISBN 0-8151-3620-X).
- Essentials of clinical cardiology. Lippincott, Philadelphia 1990, ISBN 0-397-50878-6.